# Учитель Ігор Леонідович
Ігор Леонідович Учитель (рос. Игорь Леонидович Учитель; 31 березня 1955, Одеса, Одеська область, Українська РСР — 11 червня 2025) — підприємець, голова наглядової ради акціонерного товариства Одесагаз, академік Академії технічних наук України, доцент, кандидат технічних наук, депутат Одеської обласної ради IV, V, VI, і VII скликання.

## Біографія
Народився 31 березня 1955 в м. Одеса, Українська РСР. У 1977 закінчив Одеський державний інженерно-будівельний інститут за спеціальністю «Теплогазопостачання та вентиляція».
У 1977—1978 рр. працював майстром аварійно-диспетчерської служби виробничого об'єднання «Одесагаз». Потім зайняв посаду начальника конструкторського бюро ВО «Одесагаз».
З 1986 р. — працював заступником начальника Одеського міжрайонного виробничого управління газового господарства.
Від 1990 р. обіймав посаду головного інженера ВО «Одесагаз».
З 1998 р. — перший заступник голови правління відкритого акціонерного товариства «Одесагаз». А за рік стає головою правління ВАТ «Одесагаз».
З 2008 р. — президент публічного акціонерного товариства «Одесагаз».
Від 2020 р. — голова Наглядової ради АТ «Одесагаз».
Помер 11 червня 2025 року.

## Громадська та спонсорська діяльність
Чартерний член Ротарі клубу «Одеса Рішельє».
За його підтримки створено музей АТ «Одесагаз».
У 2013-му р. з ініціативи Ігоря Учителя була створена футбольна команда «Чорноморська рів'єра» (с. Фонтанка).
У 2015-му р. за його підтримки було створено футбольну секцію для дітей в Одесі. Того ж року Ігор Учитель профінансував будівництво спуску до моря жителям села Крижанівка.
У 2018-му р. за підтримки Ігоря Учителя був побудований дитячий садочок в с. Фонтанка, який був переданий на баланс селищної ради.

## Наукова діяльність
22 грудня 1998 року Ігор Учитель обраний дійсним членом-кореспондентом Академії будівництва України за Одеським територіальним відділенням.
4 лютого 2000 року Інженерна академія України обирає Ігоря Учителя академічним радником.
У 2001 р. в Національному університеті «Львівська політехніка» Ігор Учитель захищає дисертацію на тему «Дослідження просторово-часових залежностей аварійності газопроводів м. Одеси» та отримує науковий ступінь кандидата технічних наук за спеціальністю «Геодезія».
19 грудня 2009 р. Академія технологічних наук України обирає Ігоря Учителя членом-кореспондентом за фахом «Природоохоронні технології та геотехнологии». А вже 20 травня 2011 року в АТН України привласнюють Учителю І. Л. звання академіка.
3 червня 2011 р. він також обраний академіком Інженерної академії України.
21 грудня 2013 року обрано дійсним членом Академії енергетики України.

## Нагороди
3 вересня 2000 р. як керівник АТ «Одесагаз» Ігор Учитель стає лауреатом рейтингу і отримує диплом в рамках нагородження Міжнародним відкритим рейтингом популярності та якості товарів і послуг «Золота фортуна» з присвоєнням титулу «Лауреат рейтингу».
24 серпня 2003 р. Національна акціонерна компанія «Нафтогаз України» нагороджує Ігоря Учителя почесною відзнакою 1-го ступеня.
27 серпня 2004 р. Ігор Учитель нагороджений почесною відзнакою Одеського міського голови «За заслуги перед містом». Того ж року голава Одеської обласної державної адміністрації удостоює Ігоря Учителя почесною відзнакою «60 років визволення Одещини від фашистських загарбників».
17 березня 2006 р. Українським товариством геодезії і картографії Ігор Учитель нагороджується почесною відзнакою «За заслуги в геодезії і картографії» 1-го ступеня.
20 серпня 2008 р. Федерація профспілок України удостоює Ігоря Учителя почесної відзнаки «За розвиток соціального партнерства».
25 грудня 2009 року Президент України Віктор Ющенко нагороджує Ігоря Учителя орденом «За заслуги» 3-й ступеня.
2 вересня 2010 р. Ігор Учитель отримує почесну відзнаку ім. Г. Г. Маразлі ІІІ ступеня.
2 вересня 2013 р. він знову стає кавалером ордена, отримавши відзнаку ім. Г. Г. Маразлі ІІ ступеня.
3 квітня 2014 р. Атестаційна колегія Міністерства освіти і науки, молоді та спорту присвоює Ігорю Учителю звання «Доцент».
23 грудня 2014 р. Ігорю Учителю присвоєно звання «Почесний громадянин Одеської області».

## Монографії
- Учитель І. Л., Ярошенко В. М., Гладких І. І., Капочкін Б. Б.: Основи неогеодінамікі, мережі газопроводів як елемент деформаційного моніторингу — Одеса — Астропрінт — 2000 р., 144 с.
- Учитель І. Л., Ярошенко В. М., Войтенко С. П., Капочкін Б. Б.: Геодинаміка. Основи кінематичної геодезії — Одеса — Астропрінт — 2007р, 264 с.
- Учитель І. Л.: Руйнівні властивості геодеформаціі — Одеса — Астропрінт — 2010 р., 222 с.
- Учитель І. Л., Капочкін Б. Б.: Зміна парадигми сучасної геодинаміки та сейсмотектоніки — LAPLAMBERT AcademicPublishing — 2014 р., 80 с. ISBN 13:978-3-659-53087-6.

## Дисертація/автореферат
1. Учитель І. Л.: Автореферат Дослідження просторово-часових залежностей аварійності газопроводів м. Одеси — Львів, — 2001.
2. Учитель І. Л.: Дисертація на здобуття наукового ступеня кандидата технічних наук Дослідження просторово-часових залежностей аварійності газопроводів м. Одеси– Львів — 2001.